# Легенда о Божићном пауку
Легенда о божићном пауку је источноевропска народна прича која објашњава једно могуће порекло овог украса на божићним јелкама. Најзаступљенија је у западној Украјини, где су мали украси у облику паука традиционално део божићних украса.

## Прича
Једном је у малој колиби са децом живела једна сиромашна, али вредна удовица. Једног летњег дана шишарка је пала на земљани под колибе и пустила корен. Удовичина деца су се бринула о дрвету, узбуђена због могућности да до зиме имају божићно дрвце. Дрво је расло, али када је стигло Бадње вече, нису могли да приуште да га оките. Деца су тужна легла у кревет и заспала. Следећег јутра рано су се пробудили и угледали дрво прекривено паучином. Када су отворили прозоре, први зраци сунчеве светлости додирнули су мреже и претворили их у злато и сребро. Удовица и њена деца били су пресрећни. Од тада више никада нису живели у сиромаштву.

## Варијанте
Друге верзије замењују сунчеву светлост чудом од Деда Мраза или Детета Исуса, и прича говори првенствено из перспективе паукова који су желели да виде божићно дрвце.

## Порекло
Порекло народне приче је непознато, али се верује да потиче из Немачке или Украјине. У Немачкој, Пољској и Украјини проналазак паука или паукове мреже на божићној јелки сматра се срећом. Украјинци такође праве мале украсе за јелку у облику паука (познате као павучки, буквално „мали пауци“), обично направљене од папира и жице. Такође украшавају јелке вештачком пауковом мрежом. Прича се да традиција употребе паучинастих трака такође потиче због ове приче.
Према Лубоу Волинецу, кустосу народне уметности у Украјинском музеју у Њујорку, традиција је украјинска и датира још од касних 1800-их или почетка 1900.
Можда се заснива на старијем европском сујеверу о пауцима који доносе срећу (мада не и црним пауцима у Немачкој), или да је лоша срећа уништити паукову мрежу пре него што се паук безбедно склони с пута.

## Измишљена дела
Божићни паук је препричаван и адаптиран у уметничким делима:
- Ширли Климо је 2001. написала „Божић паучине: Традиција паучинастих трака“ са илустрацијама Џејн Менинг.[15][16][17]
- Тринка Хакс Нобл је 2011. препричала причу у својој књизи „Чудо божићног паука“.[18][19][20]
- Године 2014. причу су испричали Анђела Јурико Смит и Робин Визентал као „Божићни пауци“.[21][22][23]
- Прича је поново испричана 2020. године као „Украс Божићни паук“ ауторке Памеле К. Пфертш, илустрована од стране Фине Тедеско.[24] .
- Године 2020, Фејт МекДоуел је испричала причу под називом "Божићни паук".[25]
- 2021. године, Миријам Монет испричала је причу као „Божићни паук: прича о библијском рођењу испричана за децу“ у којој је Божићни паук био посетилац Витлејема.[26][27]
- Ендру Горман је 2022. испричао причу као „Легенда о божићном пауку“.[28][29][30]
- Сара Копленд је 2023. написала причу „Божићни паук“ у којој је приказан паук којег је породица одбацила.[31]